# Orde van de Dwazen
In 1381 werd een Ridderorde van de Dwazen of "Ridders van de Orde van de Dwazen" ingesteld. De Orde bestond tot in de eerste jaren van de 16e eeuw. Het insigne van het gezelschap was een hofnar die op de linkerzijde van de mantel was geborduurd. Verder droegen de Ridders een narrenkap met bellen, gele kousen, een gouden sleutel in de linker- en een schaal fruit in de rechterhand. Dit schertsgezelschap zou op de hedendaagse "Odd Fellows" hebben geleken.